# نویو دو زوردو
نویو دو زوردو (انگلیسی: Nevio de Zordo; ۱۱ مارس ۱۹۴۳ – ۲۷ مارس ۲۰۱۴) اهل ایتالیا بود.